# Swedish Open 1982
Lo Swedish Open 1982 è stato un torneo di tennis giocato sulla terra rossa. È stata la 35ª edizione del torneo, che fa parte della categoria del Volvo Grand Prix 1982. Il torneo si è giocato a Båstad in Svezia dal 12 al 18 luglio 1982.

## Campioni

### Singolare maschile
Mats Wilander ha battuto in finale  Henrik Sundström con il punteggio di 6–4 6–4

### Doppio maschile
Anders Järryd /  Hans Simonsson hanno battuto in finale  Joakim Nyström /  Mats Wilander con il punteggio di 0–6, 6–3, 7–6